# 貢丸

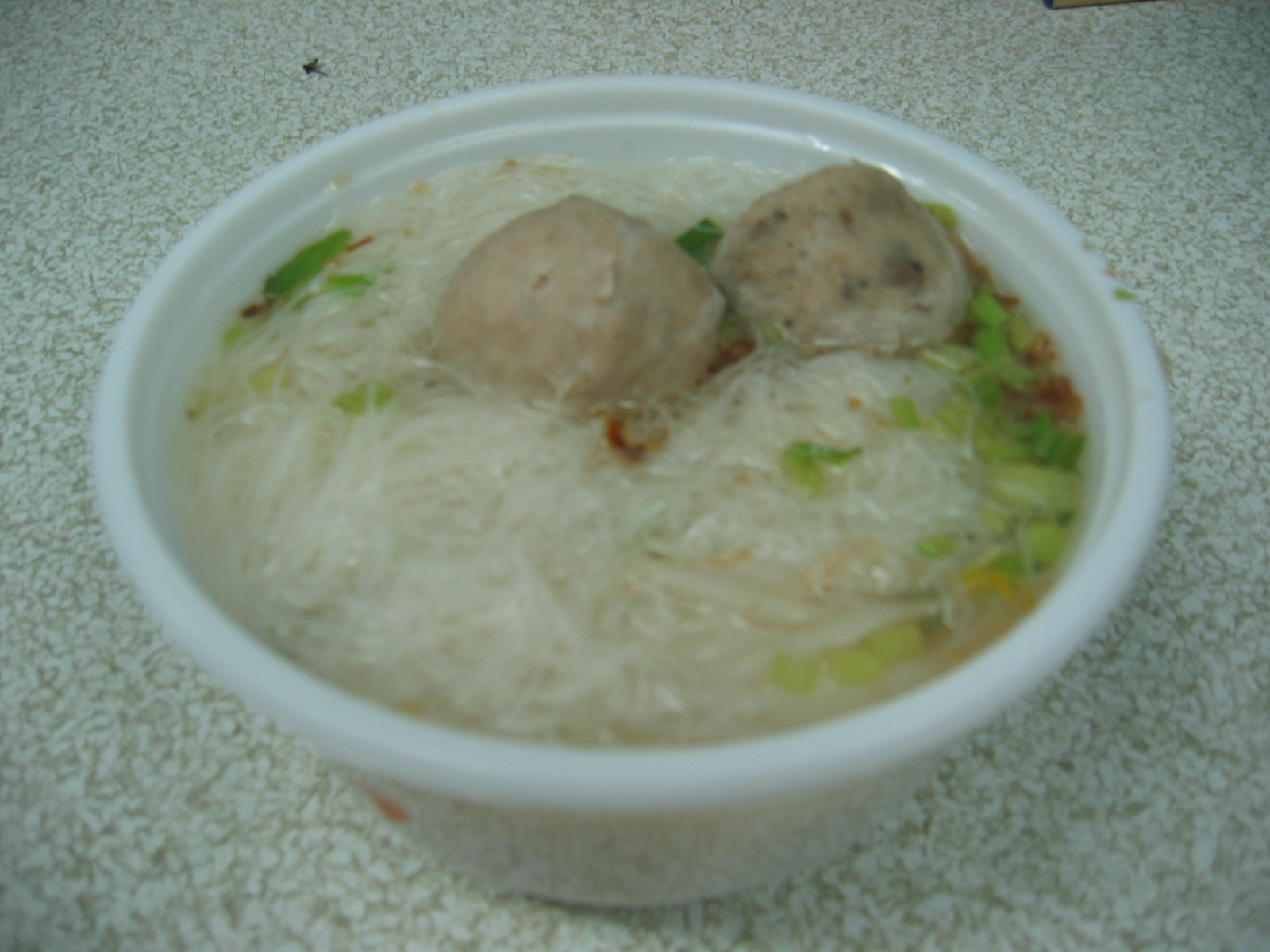
貢丸米粉湯，結合新竹的兩項特產：貢丸與米粉。

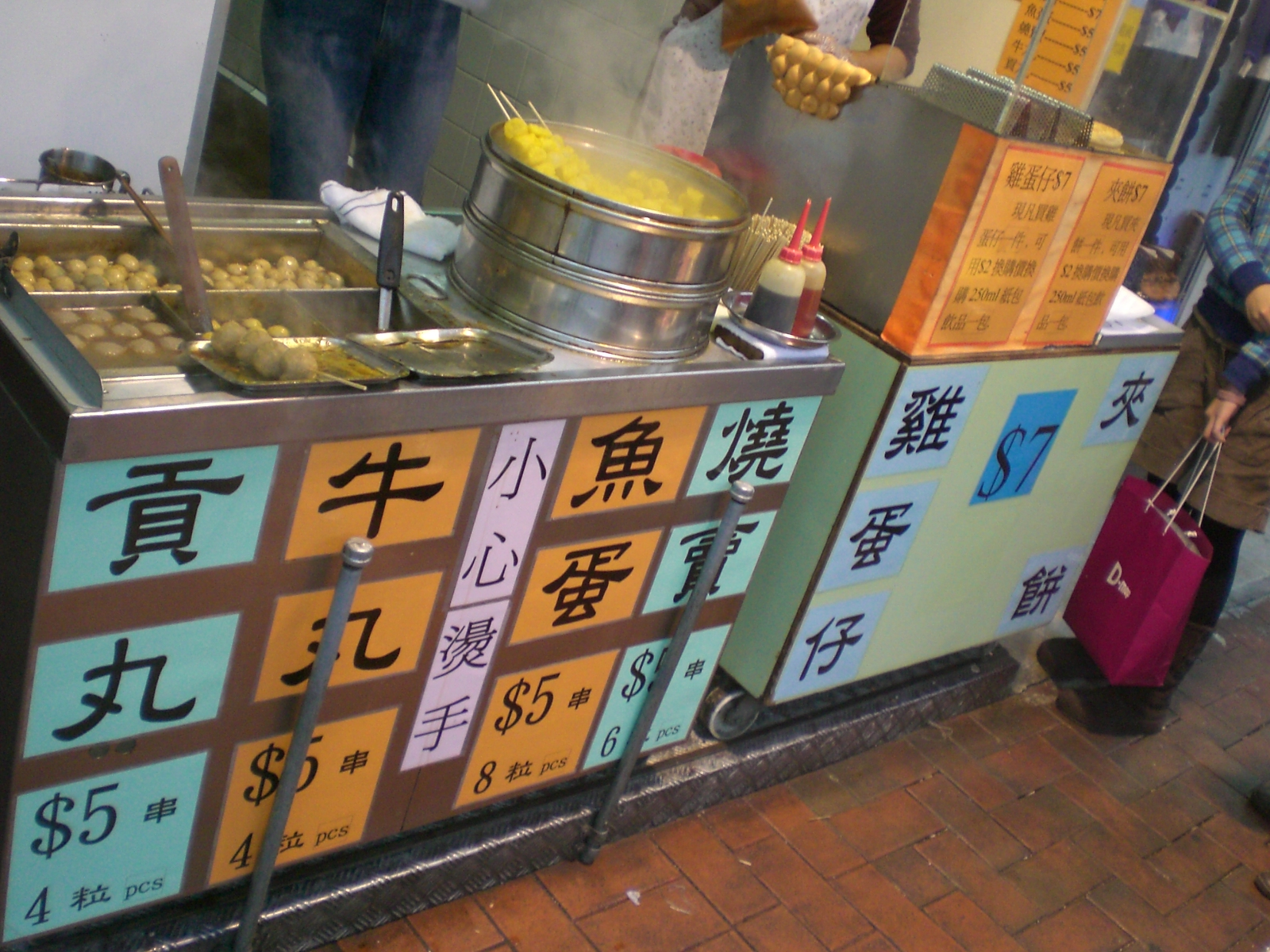
香港街頭售賣貢丸的小食店

摃丸（白話字：kòng oân；客語白話字：kung yèn）俗寫白字貢丸，為豬肉製做的一種肉丸，在台灣、香港、澳門、中國大陸南部的福建，廣東等地都有此食品。台灣以新竹出產的最為知名，廣東和香港等地亦非常普遍。

## 製作及名稱
由於肉丸的重點步驟，就是「搥打」，而臺語中的搥打寫作「摃」，音同「貢」，「摃丸」（kòng-uân）因而得名。
新竹的貢丸特別有名，嚴格來說，貢丸到處都有人會做，也非新竹一帶的豬肉特別鮮美。新竹對貢丸的貢獻，主要是科技上的：運用機器，令貢丸可大量生產。新竹的貢丸是以木棒或機器「摃（槌擊肉塊）」出來的。而新竹貢丸的材料必須用剛宰殺不久的新鮮溫體豬肉製作，也就是所謂的「活肉」。

## 材料
主要是豬肉（或大豆蛋白，如果是素的），有時會加香菇，常用的添加物有食盐、胡椒粉、味精和糖。

## 料理方式
- 煮湯
- 滷製
- 油炸
- 炭烤
- 火鍋食材之一